# 10919 Pepíkzicha
10919 Pepíkzicha è un asteroide della fascia principale. Scoperto nel 1998, presenta un'orbita caratterizzata da un semiasse maggiore pari a 2,8158781 UA e da un'eccentricità di 0,0228236, inclinata di 4,25407° rispetto all'eclittica.